# Coloring
「Coloring」（カラーリング）は、堀江由衣の14枚目のシングル。2012年1月18日にスターチャイルドから発売された。

## 概要
前作「PRESENTER」から約8ヶ月ぶりのリリースであり、2012年1枚目のシングル。
表題曲「Coloring」は、テレビアニメ『パパのいうことを聞きなさい!』のエンディングテーマに使用された。堀江のシングル表題曲がテレビアニメの主題歌に使用されるのは3枚目のシングル「ALL MY LOVE」から12作連続。
初回限定盤、通常盤の2種リリースであり、初回限定盤には表題曲「Coloring」のPVが収録されたDVDが同梱されている。通常盤は主題歌として使用されたテレビアニメ『パパのいうことを聞きなさい!』のキャラクターデザインを担当している豆塚隆による描き下ろしイラスト巻帯仕様になっており、劇中に登場するキャラクターの小鳥遊空、小鳥遊美羽、小鳥遊ひな、織田莱香が描かれている。また、初回限定盤、通常盤の両初回製造分の特典として本作と2012年2月22日に発売予定の8枚目のオリジナルアルバム『秘密』の同時購入特典である同アルバムのリード曲「CHILDISH♡LOVE♡WORLD」のPVが収録されたDVDの申込券が同梱されている。
ディスクジャケットのジャケットデザインは人形をイメージしており、撮影中は動かない事を意識して撮影に挑んだという。また、表題に肖り『色』がテーマで、赤、青、緑、黄色の4種類の色に合わせて衣装も4パターンあり、それぞれの衣装に合わせて髪型も変えていたのでテンションが上がったと語っている。

## チャート成績
2012年1月30日付のオリコン週間シングルチャートで11位を獲得。初動売上は0.9万枚を記録し、前作「PRESENTER」から約0.5万枚減少した。堀江のシングル作品がTOP10入りを逃すのは11枚目のシングル「YAHHO!!」以来。
オリコンデイリーシングルチャートでは、2012年1月17日、1月18日付で最高位の7位を獲得した。7位は堀江のシングル作品のデイリーチャート最高位であり、前作「PRESENTER」から2作連続で同位を獲得した。
2012年1月度の月間チャートでは、オリコンチャートで47位、超!アニメロの着うたフルチャートで5位、レコチョクのアニメ/ゲーム・うた部門の着うたフルチャートで45位、アニカンのアニカンCD TOP100で10位を獲得した。
2012年1月30日付のビルボードチャートでは、HOT 100で19位、Hot Singles Salesで9位、Hot Top Airplayで40位、Hot Animationで1位をそれぞれ獲得した。Hot Animationチャートで首位を獲得するのは自身初。
2012年1月21日付のFRIDAY SUPER COUNTDOWN 50では14位、2012年1月16日から1月22日調査分のサウンドスキャンの週間シングルCDソフトTOP20では7位、2012年1月28日放送分のCOUNT DOWN TV内のThis Week's TOP 100でそれぞれ15位を獲得した。

## 批評
hotexpressの平賀哲雄は、「少し懐かしいテクノポップを基調にした曲であり、堀江の歌声にもマッチした曲である。」と評した。
CDジャーナルは、「テクノサウンドの表題曲とクールなスタイリッシュサウンドのカップリング曲という構成になっていることから二面性ある世界観を描いている作品になっている。」と評した。

## 収録曲
1. Coloring [3:46]
作詞：Minamoto.K・shu、作曲：Minamoto.K、編曲：真下正樹・Minamoto.K
「女の子が回っている姿を見守る僕」という視点が描かれているチップチューン調の曲であり、起用された『パパのいうことを聞きなさい!』のテーマである「愛情」をテーマにして製作したという[17][18]。
当初は『秘密』の候補曲として制作されたが、作風等が違うため外された。その後『パパのいうことを聞きなさい!』のエンディングテーマのオファーを受け、堀江自身も歌詞や曲が同アニメの世界観とリンクしているためスタッフに問うた所、監督が気に入ったという経緯がある[19]。
2. モノクローム [4:04]
作詞・作曲・編曲：川田瑠夏
コンセプトはColoringとの対比であり、サビを長くしたりメロディを変える等の変化を与えている[19]。
3. Coloring（off vocal ver.）
4. モノクローム（off vocal ver.）

## タイアップ
| 曲名     | タイアップ                                              |
| -------- | ------------------------------------------------------- |
| Coloring | アニメ『パパのいうことを聞きなさい!』エンディングテーマ |

## 収録アルバム
| 曲名         | 収録アルバム   | 発売日        | 備考                  |
| ------------ | -------------- | ------------- | --------------------- |
| Coloring     | 『秘密』       | 2012年2月22日 | 8thオリジナルアルバム |
| Coloring     | 『BEST ALBUM』 | 2012年9月20日 | 2ndベストアルバム     |
| モノクローム | アルバム未収録 |               |                       |